# حسانی داتسون
حسانی داتسون (انگلیسی: Hassani Dotson؛ زادهٔ ۶ اوت ۱۹۹۷) بازیکن فوتبال اهل ایالات متحده آمریکا است.
از باشگاه‌هایی که در آن بازی کرده‌است می‌توان به باشگاه فوتبال مینه‌سوتا یونایتد اشاره کرد.